# Revelator
Revelator est un album de blues de Tedeschi Trucks Band sorti en 2011.

## Liste des titres
| No  | Titre                          | Durée |
| --- | ------------------------------ | ----- |
| 1.  | Come See About Me              | 3:48  |
| 2.  | Don't Let Me Slide             | 5:04  |
| 3.  | Midnight In Harlem             | 5:52  |
| 4.  | Bound For Glory                | 5:28  |
| 5.  | Simple Things                  | 4:43  |
| 6.  | Until You Remember             | 6:11  |
| 7.  | Ball And Chain                 | 3:58  |
| 8.  | These Walls                    | 6:01  |
| 9.  | Learn How To Love              | 4:23  |
| 10. | Shrimp And Grits (Interlude)   | 1:45  |
| 11. | Love Has Something Else To Say | 5:55  |
| 12. | Shelter                        | 7:58  |
| 13. | Ghost Light (Hidden Track)     |       |

## Récompenses
L'album remporte un Grammy Award du meilleur album de blues.